# Лагариш (Пенафиел)
Лагариш (порт. Lagares) — район (фрегезия) в Португалии, входит в округ Порту. Является составной частью муниципалитета Пенафиел. По старому административному делению входил в провинцию Дору-Литорал. Входит в экономико-статистический субрегион Тамега, который входит в Северный регион. Население составляет 2463 человека на 2001 год. Занимает площадь 10,92 км².
Покровителем района считается Мартин Турский (порт. S. Martinho).